# Otis Redding
Otis Ray Redding, Jr., född 9 september 1941 i Dawson, Georgia, död 10 december 1967 i Madison, Wisconsin, var en amerikansk soulsångare och låtskrivare. Redding var ett av de största namnen inom soulen på 1960-talet (med smeknamnet "King of Soul") och förknippas med skivbolaget Stax Records, vars soulmusik brukar kallas Memphis soul.
Reddings debutalbum, Pain in My Heart släpptes av Stax 1964. Inledningsvis var Redding främst populär bland afroamerikaner, men nådde senare även en bredare publik. Med sin grupp spelade han inledningsvis på små ställen i den amerikanska södern. Redding uppträdde senare på den populära nattklubben i Los Angeles Whisky a Go Go, turnerade i Europa och uppträdde i London, Paris och Stockholm samt andra större städer. Han uppträdde också på Monterey Pop Festival 1967.
Strax före sin död i en flygolycka skrev och spelade Redding in "(Sittin' On) The Dock of the Bay" med Steve Cropper. Låten blev den första postuma skivan att placera sig som nummer ett på både Billboard Hot 100 och R&B-listan. Redding har tilldelats ett flertal postuma utmärkelser, inklusive två Grammy Awards och en Grammy Lifetime Achievement Award. Han har också blivit invald i Rock and Roll Hall of Fame, Black Music & Entertainment Walk of Fame och Songwriters Hall of Fame. Förutom "(Sittin' On) The Dock of the Bay", är "Respect" och "Try a Little Tenderness" några av hans mest kända låtar.

## Biografi

### Tidiga år och karriär
Redding föddes i Dawson som arrendatorn och pastorn Otis Reddings (1913–1968) och Fannie Rosemans (1916–1989) fjärde barn i en skara av sex; han var den äldste sonen. Då Redding var tre år flyttade familjen till Tindall Heights i Macon. Han började sjunga tidigt, bland annat i Vineville Baptist Church choir och lärde sig spela gitarr och piano. När Redding var 10 år tog han trum- och sånglektioner. I Ballard-Hudson High School sjöng han i skolbandet. Han framträdde även tidigt i radio, där han sjöng gospel. 
Otis Reddings passion var att sjunga och han hade som förebilder Little Richard och Sam Cooke. Vid 15 års ålder lämnade Redding skolan för att hjälpa till att försörja familjen; fadern hade drabbats av tuberkulos och låg ofta på sjukhus. Han arbetade bland annat med att gräva brunnar, på bensinstation och ibland som musiker. Redding fick sitt genombrott 1958 i talangtävlingen "The Teenage Party" arrangerad av en populär lokalradio diskjockey. Han var sedan bland annat medlem i gruppen Pat T. Cake and the Mighty Panthers kring 1960-talets början, med vilken han turnerade runt i den amerikanska södern.

### Skivartist och stigande stjärna
År 1962 gjorde Otis Redding ett oplanerat framträdande i skivbolaget Stax studio i Memphis, där han framförde två låtar. Studiochefen Jim Stewart signerade Redding och släppte båda dessa, "These Arms of Mine", med "Hey Hey Baby" på B-sidan. Singeln släpptes av Volt i oktober 1962 och blev hans första hitsingel. Den kom även att bli en av Reddings mest framgångsrika, den såldes i över 800 000 exemplar
Redding skivdebuterade 1964 med albumet Pain in My Heart som även innehöll hans första singel "These Arms of Mine" från 1962. 
Albumet, Otis Blue: Otis Redding Sings Soul, släpptes i september 1965. På albumet finns bland annat Reddings uppskattade cover av "A Change Is Gonna Come" samt soulballaden "I've Been Loving You to Long" som Redding skrev tillsammans med The Impressions sångare Jerry Butler och som kom att bli ett stort genombrott. 
Otis Redding spelade också in Rolling Stones signatursång "Satisfaction", och skrev låten "Respect" (som Aretha Franklin senare fick stor framgång med). Otis Redding hade 1966 flera hitsinglar i USA och Storbritannien, bland dem kan nämnas "Try a Little Tenderness", "I Can't Turn You Loose" och "Fa Fa Fa Fa Fa (Sad Song)". 
År 1967 spelade Redding in ett duettalbum med skivbolagskollegan Carla Thomas; King & Queen, vilket släpptes i mars och blev en guldskiva. Redding hade turnerat i Europa 1966 och återvände 1967 för att uppträda på L'Olympia i Paris. Livealbumet Live in Europe släpptes tre månader senare, innehållande detta samt andra liveframträdanden, däribland från London och Stockholm. Han medverkade också på Monterey Pop Festival i juni, och Redding som tidigare främst haft en afroamerikansk publik fick nu ett genombrott även hos den vita publiken. Han skrev sedan låten "Sweet Soul Music" tillsammans med Arthur Conley som blev en stor hit. 

### "Dock of the Bay" och död
I början av december 1967 spelade Redding in låten "(Sittin' On) The Dock of the Bay", vilken var ganska annorlunda och lugn jämfört med hans tidigare musik. Tre dagar efter inspelningen av "(Sittin' On) The Dock of the Bay" var Redding på väg till en spelning i Madison, Wisconsin då han omkom i en flygolycka den 10 december 1967. Även fyra av medlemmarna i hans backup-grupp The Bar-Kays omkom. Trots att vädret var dåligt, med både kraftigt regn och dimma, och trots varningar lyfte planet ändå. Piloten bad senare om landningstillstånd men strax därefter kraschade planet ned i Mononasjön. Endast Ben Cauley överlevde (Bar-Kays). Orsaken till kraschen har aldrig slagits fast. 
Reddings begravning hölls den 18 december 1967 i City Auditorium i Macon. Han gravsattes på sin ranch i Round Oak, 30 km norr om Macon. 
"(Sittin' On) The Dock of the Bay" släpptes postumt som singel i januari 1968 och blev Reddings enda singeletta på Billboard Hot 100. Hans första postuma album The Dock of the Bay blev etta på Storbritanniens albumlista. De följande postuma singlarna "The Happy Song (Dum Dum)","Love Man" och "Hard to Handle" blev också framgångsrika. Den sistnämnda spelades 1990 in av rockgruppen The Black Crowes. Det fanns mycket inspelat material efterlämnat och det släpptes fyra postuma album med Redding från 1968 till 1970. I Sverige fick Redding postum framgång med sin inspelning av Jackie Wilsons låt "Higher and Higher" som låg länge på Tio i topp och Kvällstoppen 1969.
År 1987 sattes en minnesplakett upp på kajen vid Madison convention center, Monona Terrace, intill Mononasjön i Madison, Wisconsin. Redding valdes 1989 postumt in i Rock and Roll Hall of Fame. År 1994 invaldes han även i Songwriters Hall of Fame och 1999 tilldelades han en Grammy Lifetime Achievement Award.

### Privatliv
Redding mötte Zelma Atwood på talangtävlingen "The Teenage Party". De gifte sig 1961 och fick fyra barn, Dexter, Demetria, Karla och Otis III (1964-2023). Sönerna Otis och Dexter samt deras kusin Mark Lockett kom senare att bilda gruppen The Reddings, för vilken Zelma verkade som manager, gruppen var verksam 1980–1988.

## Diskografi
Studioalbum
- 1964 – Pain in My Heart
- 1965 – The Great Otis Redding Sings Soul Ballads
- 1965 – Otis Blue: Otis Redding Sings Soul
- 1966 – The Soul Album
- 1966 – Complete & Unbelievable: The Otis Redding Dictionary of Soul
- 1967 – King & Queen

Postuma studioalbum
- 1968 – The Dock of the Bay
- 1968 – The Immortal Otis Redding
- 1969 – Love Man
- 1970 – Tell the Truth
- 1992 – Remember Me

Livealbum
- 1967 – Live in Europe
- 1968 – In Person at the Whisky a Go Go
- 1993 – Good to Me: Live at the Whiskey a Go Go, Vol. 2